# Зборжевський Войцех
Войцех Зборжевський (пол. Wojciech Zborzewski; 1796, Подільське воєводство — дата смерті невідома, Москва) — російський натураліст польського походження, член Московського товариства дослідників природи та інших наукових товариств.

## Біографія
Войцех Зборжевський народився близько 1796 року, походив з родини подільських шляхтичів. Служив у чині колезького секретаря (X клас). Був одним з небагатьох викладачів, який не отримав університетської освіти, однак відзначився як різнобічний науковець. У 1819 році закінчив Кременецький ліцей, після чого був призначений у Меджибізьке повітове училище. Там, окрім малювання, йому було доручено викладати математику, механіку, архітектуру. Вільно володів французькою, німецькою, англійською мовою і латиною. У 1826 році був запрошений викладачем до Кременецького ліцею викладачем арифметики та геометрії. У 1840 році переїхав до Полтави, де викладав математику у Петровському Полтавському кадетському корпусі. Помер у безвісті - за непевними відомостями у Москві. Рік смерті і місце поховання невідомі.

## Наукова діяльність

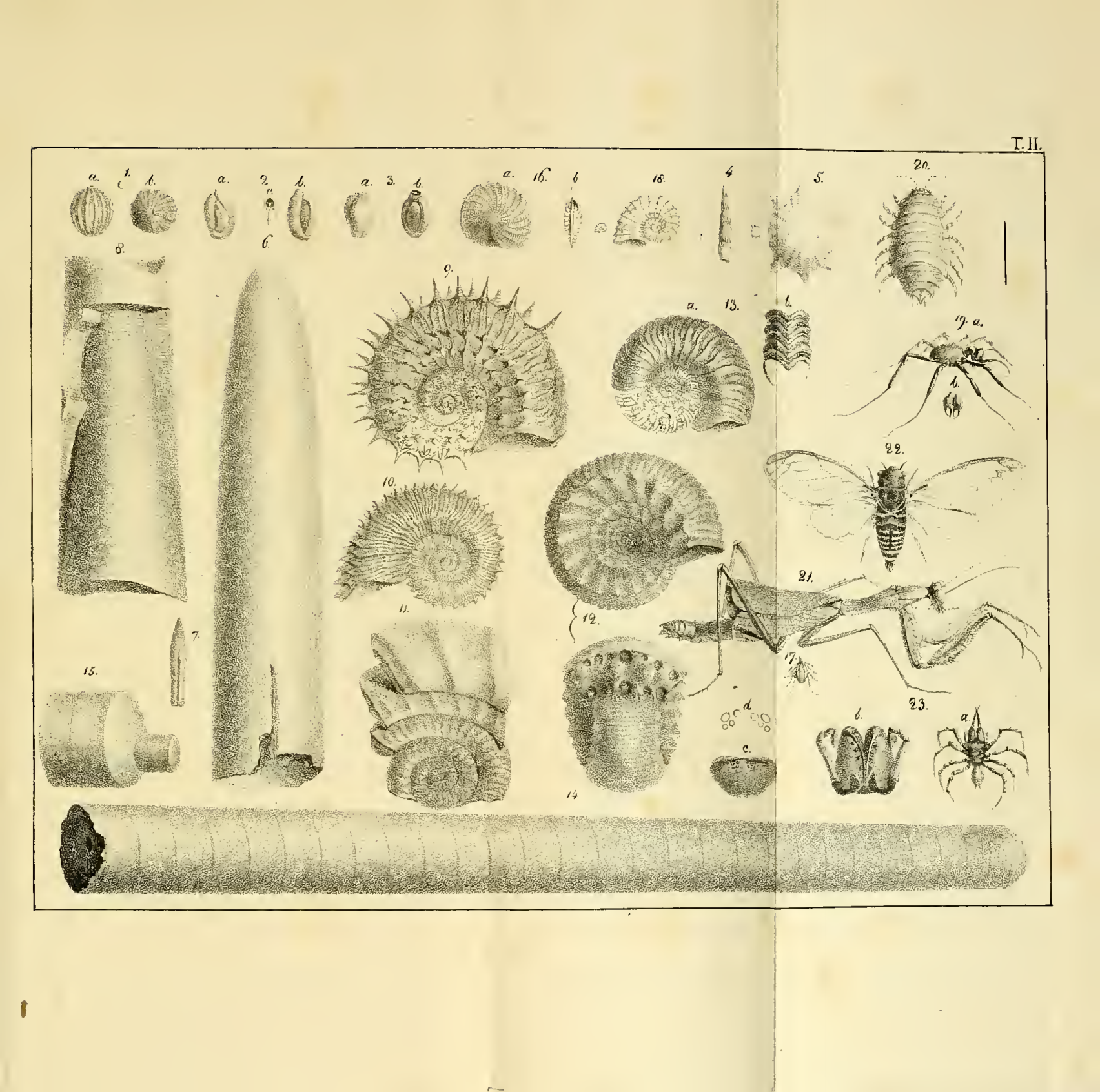
Викопний молюск Argonauta Zborzewskii (див. позицію 18) на ілюстрації до тому II праці Едуарда Ейхвальда Zoologia Specialis... Вид відкрито Войцехом Зборжевським на берегах річки Бужок біля Меджибожа

Під час геологічної експедиції Волинню та Поділлям (1829) професора Віленського університету Едуарда Ейхвальда Войцех Зборжевський брав у ній діяльну участь і надавав допомогу, за що отримав подяку від правління Віленського університету. Захоплення викликала колекція викопних скам'янілостей, яку склав Войцех Зборжевський, і яка до 1840 року налічувала до 20000 зразків. На його честь у фундаментальній праці з систематики викопних видів Zoologia Specialis Ейхвальд один з відкритих видів викопних молюсків назвав Agronauta Zborzewskii.
Був членом кількох наукових товариств, праці публікував переважно французькою мовою.

### Основні праці
- «Observations microscopiques sur quelques fossiles rares de Podolie et Volhynie»
- «Postrzezenia nad spadajacemi gwiazdami w Pultawie»
- «Pomysly do nauk przyrodzonych a mianowicie zoologie»